# Ochlandra stridula
Ochlandra stridula là một loài thực vật có hoa trong họ Hòa thảo. Loài này được Thwaites mô tả khoa học đầu tiên năm 1864.